# Monoculodes breviops
Monoculodes breviops är en kräftdjursart som beskrevs av Bullycheva 1952. Monoculodes breviops ingår i släktet Monoculodes och familjen Oedicerotidae. Arten är reproducerande i Sverige. Inga underarter finns listade i Catalogue of Life.